# Sèrie galvànica

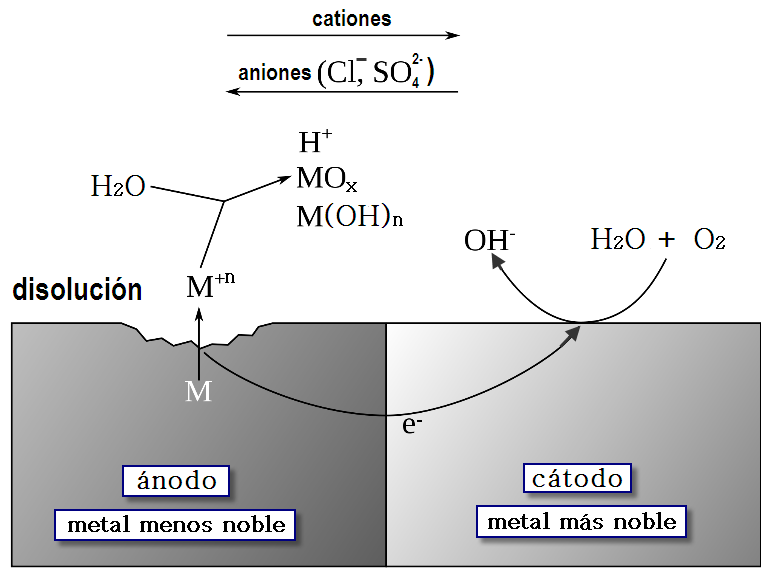
Principi de corrosió galvànica de dos metalls en contacte dins d'una dissolució d'electròlit.

Una sèrie galvànica (o sèrie electropotencial) determina la noblesa d'un metall o d'un semimetall. Quan dos metalls se submergeixen en un electròlit, i són sotmesos a un corrent elèctric, el menys noble (base) patirà corrosió galvànica. La taxa de corrosió serà determinada per l'electròlit i la seva diferència de noblesa. La diferència pot ser mesurada en potencial voltaic. La reacció galvànica és el principi en el que es basen les piles.